# Wanderland (film)
Wanderland is een Amerikaanse speelfilm uit 2018, geschreven en geregisseerd door Josh Klausner. 

## Plot
De New Yorker Alex accepteert een uitnodiging om op een huis te passen, die hij via e-mail van een onbekende ontvangt. Op het strand ontmoet hij Penelope, een vriendelijke Britse vrouw, die hem uitnodigt voor een feest maar Alex is te verlegen om de uitnodiging te accepteren. Als zijn auto het begeeft, de batterij van zijn telefoon leegraakt en hij het adres van het huis waar hij logeert kwijtraakt, moet hij op zoek naar hulp. Dat is het begin van een aantal bijzondere ontmoetingen met buurtbewoners en muzikanten. Hij hoopt ook Penelope opnieuw te ontmoeten.

## Rolverdeling
- Tate Ellington als Alex
- Tara Summers als Penelope
- Victoria Clark als Shirley
- Jack Dishel als Kale
- Harris Yulin als Charles
- Migs Govea als vreemde lange man
- Drew Powell als Donny Softlicker
- Marceline Hugot als Donny's moeder
- Rhonda Keyser als Elspeth
- Ronald Guttman als Dan Tanner
- Wendy Makkena als Sandy Tanner
- Adelind Horan als Hope
- Austin Pendleton als Raphael
- Douglas Hodge als Dr. Rock Positano
- Adepero Oduye als Anais
- Dree Hemingway als Lisa Leonard